# Piper pygmaeum
Piper pygmaeum är en pepparväxtart som beskrevs av Truman George Yuncker. Piper pygmaeum ingår i släktet Piper och familjen pepparväxter. Inga underarter finns listade i Catalogue of Life.